# القیقبه
القیقبه (به عربی: القیقبة) یک شهرداری در الجزایر است که در استان باتنه واقع شده‌است.